# 裴粲
裴 粲（はい さん、469年 - 533年）は、北魏の官僚。字は文亮。本貫は河東郡聞喜県。

## 経歴
裴叔宝（裴叔業の兄）の子として生まれた。景明初年、舒県子の爵位を受けた。正平郡太守や恒農郡太守を歴任した。後に陽固の糾弾を受けて免官された。
かつて裴粲は高陽王元雍に従わず、その恨みを買ったことがあったが、あるとき元雍が裴粲の挙止を見て気に入り、旧怨を解いた。裴粲は変事があっても落ち着きを失わなかったため、宣武帝はその態度に感心していた。ときに僕射の高肇が外戚として勢威をふるったが、裴粲は彼にへつらおうとしなかった。また清河王元懌のもとを訪れたことがあったが、暴雨の中を優雅に歩いてみせて、周囲を驚かせた。裴粲は仏教の学問を好み、自ら講義をおこなうこともあった。教義に詳しいとはいえなかったが、その優美な態度は重んじられた。しかし経書や史書は読んでいなかったため、知識人としては軽んじられていた。
宣武帝の末年、前将軍・太中大夫・揚州大中正の任を受け、安南将軍・中書令に転じた。520年（正光元年）、孝明帝が釈奠をおこなうと、裴粲は侍講をつとめた。金紫光禄大夫の位を受けた。529年（永安2年）、元顥が洛陽に入ると、裴粲はその下で西兗州刺史に任じられた。まもなく濮陽郡太守の崔巨倫の攻撃を受けたため、西兗州を棄てて嵩高山に入った。
531年（普泰元年）、洛陽に召還されて驃騎将軍・左光禄大夫の位を受け、再び中書令となった。532年（普泰2年）1月末日、節閔帝が洛水の浜に外出すると、裴粲は帝と酒を酌み交わした。帝は裴粲がかつて酒席で北海王元顥を諫めたときのことを訊ねたが、裴粲は帝を誉め上げて問いをいなした。
孝武帝が即位すると、裴粲は驃騎大将軍・膠州刺史として出向した。ときに膠州では日照りが続いていたため、官民は海神に祈祷するよう請願したが、裴粲は方伯が海神を拝む礼はないと言って、拝礼しなかった。533年（永熙2年）、青州で耿翔が叛いて南朝梁の官を受けた。裴粲は虚論を好む性質で、軍事を知らなかったため、耿翔に膠州の州城を襲撃されても、理に合わないといって側近の報告を信じず、適切な防戦対応を取らなかった。耿翔の軍が城門を突破しても、おもむろに「耿王は州の庁舎に上ってよいが、そのほかの兵は城外にいるように」と発言するばかりで、危機を理解していない様子であった。まもなく耿翔により殺害され、首級は建康に送られた。享年は65。
子の裴舎は、字を文若といい、員外散騎侍郎の位を受けた。

## 伝記資料
- 『魏書』巻71 列伝第59
- 『北史』巻45 列伝第33